# Ponte Caulaincourt

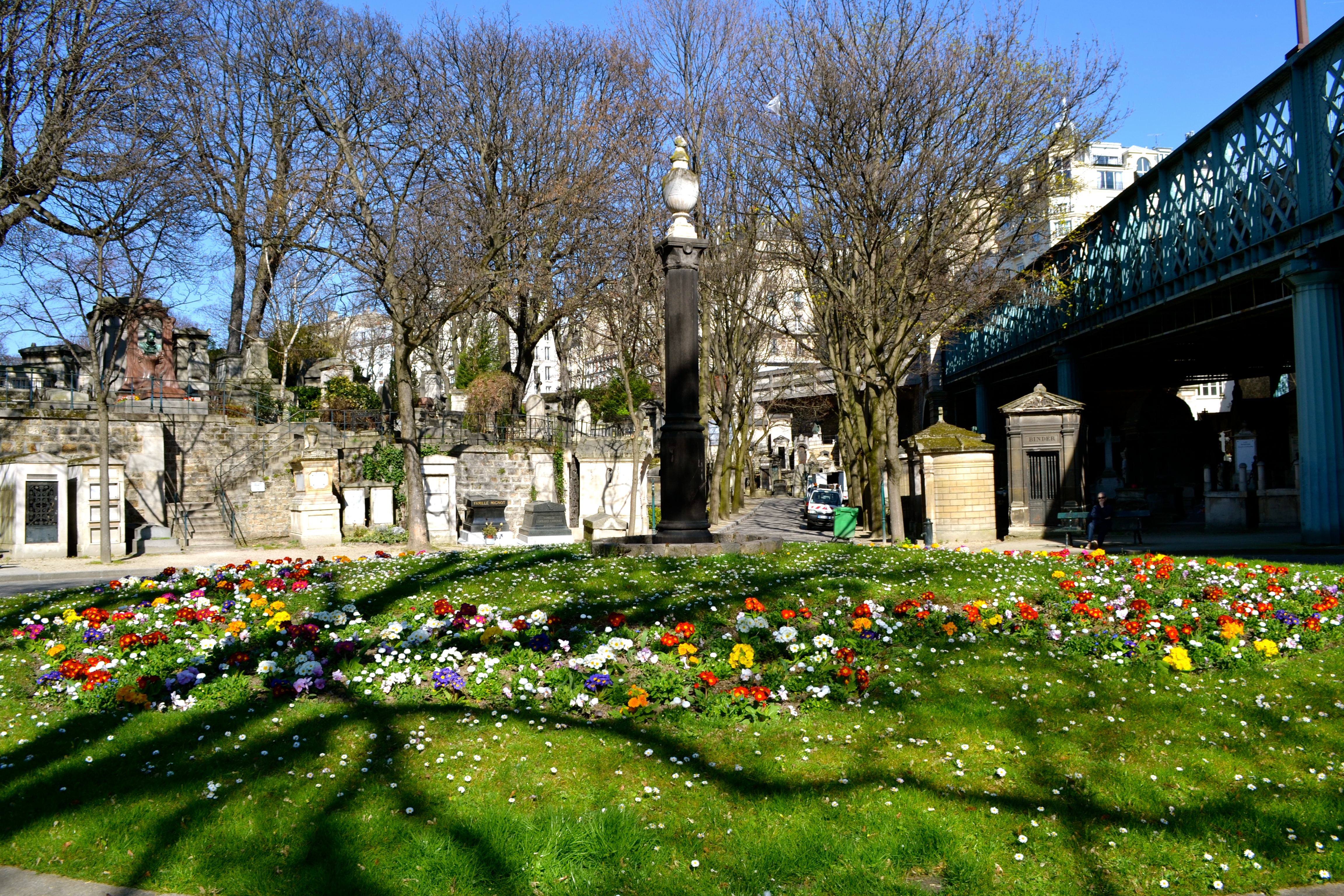
A ponte sobre o Cemitério de Montmartre

A ponte de Caulaincourt é uma ponte rodoviária em Paris, França, permitindo a travessia sobre o Cemitério de Montmartre.
A ponte Caulaincourt está localizada no 18.º arrondissement de Paris. Com 160 m de comprimento, é tomada pela rua Caulaincourt, perto da sua conclusão a sudoeste, no Boulevard de Clichy. A nordeste, abre-se um pé de galinha formado pelas ruas de Joseph-de-Maistre, Damrémont e Caulaincourt. É uma ponte de metal com duas pistas e calçadas para pedestres.
A ponte cruza o cemitério de Montmartre em seu sudeste, ao nível das 17ª e 18ª divisões, perto do cruzamento da Cruz, o cemitério sendo localizado abaixo do resto da estrada. A ponte é apoiada por seis colunas dóricas de alta densidade no cemitério. Sendo sua construção após a abertura do cemitério, ele pende diretamente sobre alguns túmulos e capelas, o fim de alguns quase tocando seu avental.